# Adolf Schulz-Evler
Adolf Schulz-Evler (Radom, 12 december 1852 – Warschau, 15 mei 1905) was een Pools componist, pianist en muziekpedagoog.
Zijn voornaam wordt ook wel een geschreven als Andrzej, Andrei of Henryk en zijn achternaam wordt afwisselend gespeld als Szulc (in zijn geboorteland Polen), Schulz of Schultz in het Duits. Om niet in verwarring te komen met andere muzikale families uit de 19e eeuw die als achternaam Szulc hebben, voegde hij Evler toe (waarschijnlijk de meisjesnaam van zijn moeder).
Schulz-Evler is bekend gebleven door zijn pianobewerking van de wals van Johann Strauss jr. “An der schönen blauen Donau” met als titel: Arabesques sur des themes de J. Strauss “An der schönen blauen Donau”. Het is nog steeds een populaire en effectieve toegift op een pianorecital. De bewerking is door veel pianisten uitgevoerd en opgenomen waaronder Jorge Bolet, Jan Smeterlin, Marc-André Hamelin, Earl Wild, Leonard Pennario, Piers Lane, Byron Janis, Isador Goodman en Benjamin Grosvenor. De bekendste opname is die van Josef Lhévinne uit 1928.
Schulz-Evler studeerde op het conservatorium van Warschau piano bij Rudolf Strobl en compositie bij Stanisław Moniuszko en haalde zijn diploma op vijftienjarige leeftijd. Vervolgens ging hij naar Berlijn om verder te studeren bij Carl Tausig.
In 1882, na een paar jaar werkzaam te zijn geweest als leraar piano in Warschau, vertrok hij naar Moskou waar hij werd geprezen door niemand minder dan Anton Rubinstein voordat hij werd benoemd tot hoofdleraar piano aan een particuliere muziekschool in Sint-Petersburg.
Van 1888 tot 1904 werkte hij als hoofdleraar piano op het conservatorium van Charkov (de op een na grootste stad van Oekraïne).
In 1905 deed Schulz-Evler afstand van zijn hoogleraarschap en keerde terug naar Warschau, waar hij van plan was zich definitief te vestigen. Hij stierf slechts enkele maanden later en werd op 17 mei 1905 begraven op de Cmentarz Ewangelicko-Augsburski, een protestantse begraafplaats in Warschau.
Gezien zijn pianobewerking van Strauss’ ‘An der schönen blauen Donau’ moet Schulz-Evler een uitstekend pianist zijn geweest. Zijn meeste solowerken voor piano zijn erg virtuoos. De recensent van een concert dat Schulz-Evler begin 1896 in Warschau gaf, schreef daarover het volgende:.. "een pianist met een uitzonderlijke techniek, die subtiliteit en fijnzinnigheid van geluid combineert met bravoure en kracht. Het is echter jammer dat de heer Schulz-Evler deze kwaliteiten niet altijd toepast, want hoezeer het publiek ook geboeid was door zijn vertolkingen van Händel, Bach en Scarlatti, we waren niet helemaal onder de indruk van zijn interpretatie van Schumann. De heer Schulz-Evler presenteerde ook werken die hij zelf schreef, maar zijn eigen composities, met heel gewone thema's, klinken niet al te aantrekkelijk: ze lijken alleen maar de weg vrij te maken voor een vertoon van (zijn) briljante techniek....”
- Biblioteca Nacional de España: XX1675006
- Bibliothèque nationale de France: cb14016170t (data)
- Catàleg d'autoritats de noms i títols de Catalunya: 981058521449906706
- Gemeinsame Normdatei: 128763396
- International Standard Name Identifier: 0000 0000 8391 6567
- Library of Congress Control Number: n96024894
- Nationale Bibliotheek van Letland: 000261728
- MusicBrainz: e3dffa9e-b757-47b5-8b2c-278ad1dbc6e5
- Nationale Bibliotheek van Israël: 987007446212805171
- Nationale Bibliotheek van Polen: a0000003108992
- Nederlandse Thesaurus van Auteursnamen: 36420091X
- Virtual International Authority File: 69127752
- WorldCat: E39PBJhX8q377bxjprprtXK68C